# Вильнюсский лицей
Ви́льнюсский лице́й (лит. Vilniaus licėjus) (бывший Вильнюсский лицей точных, естественных и технических наук (реальная гимназия)) — общеобразовательная школа дневного обучения, расположенная в Литве, в городе Вильнюс, ул. Ширвинту, 82, в которой реализуются программы основного, среднего и международного бакалавриата на литовском и английском языках. Код учреждения 9122122.

## История
В 1990 году задумана новая школа для одарённых детей, которая была реализованная в Учебном центре творчества школьников и политехники. Инициаторами идеи были директор Евгениюс Абрамовас, заместитель директора Бируте Барташкайте и Гедрюс Златкус, курировавший в то время информатику. Они пригласили в десятый класс учеников, интересующихся точными и естественными науками. Без вступительных экзаменов, только после личного собеседования и с учетом оценок за 9 классов, были скомплектованы три маленькие класса (вступительные экзамены начались в следующем 1991 году). Также по инициативе директора в лицее был создан один класс для учащихся на русском языке. Тогдашний директор назначил Г. Златкуса руководителем лицейских классов. Введена новая дидактика (полугодовые экзамены, классы поделены на две группы для изучения иностранных языков и информатики, надбавки к зарплате учителей и т. д.).
В 1992 году лицей отделился от Учебного центра творчества школьников и политехники. В 1992 году директором стал Викторас Филипавичюс, который способствовал созданию свободной академической среды. Лицейское сообщество добивалось статуса гимназии. В 1994 году учителя избрали директором Саулюса Юркявичюса. В июне 1995 года совет Вильнюсского городского самоуправления выделил лицею здание на ул. Ширвинту, 82.
В 2004 году совет Вильнюсского городского самоуправления Вильнюсский лицей точных, естественных и технических наук назвал Вильнюсским лицеем.
В 2007 году была основана ассоциация выпускников.

## Названия школы
- с 24 июля 1990 г. Лицей точных, естественных и технических наук;
- с 24 августа 1992 г. Вильнюсский лицей точных, естественных и технических наук;
- с 22 декабря 1992 г. Вильнюсский лицей точных, естественных и технических наук (реальная гимназия);
- с 11 февраля 2004 года Вильнюсский лицей.[1]

## Директора школы
- с 24 июля 1990 г. по уставу лицея де-юре руководителем лицея был директор Учебного центра творчества школьников и политехники Евгениюс Абрамовас, но де-факто внутренними делами лицея руководила заместитель директора Бируте Барташкайте, а внешними делами руководил Гедрюс Златкус;[2][3]
- с 24 августа 1992 г. Викторас Филипавичюс (в этот день лицей отделился от Учебного центра творчества школьников и политехники и стал самостоятельным независимым учебным заведением);[4]
- с 30 августа 1994 г. Саулюс Юркявичюс.

## Проблемы с названиями учебных заведений
При создании лицея возникла проблема с названием, поскольку чиновники не хотели регистрировать школу со словом «лицей» в названии, аргументируя это тем, что это русское слово. Пришлось долго доказывать, что слово лицей не русское, а греческое и происходит из Древней Греции, что слово лицей было популяризировано Наполеоном во Франции, а из Франции это слово распространилось по Европе и, наконец, дошло до России. Несмотря на то, что происхождение слова лицей легко проверить в словарях и энциклопедиях, в Литве до сих пор существует миф о русском происхождении этого слова.
В 2004 году коллектив лицея принял решение сократить прежнее длинное название школы и переименовать её в Вильнюсский лицей. Однако чиновники стали требовать удалить слово лицей из названия школы, поскольку в литовских документах об образовании не было лицея как отдельного вида школы. После долгих обсуждений в высших государственных учреждениях разрешение на новое название наконец было дано.
После этого события другие литовские школы последовали этому примеру и изменили свои названия, также используя в своем названии слово «лицей». В настоящее время в Литве существуют десятки школ со словом «лицей» в названии, такие как Инженерный лицей Каунасского технологического университета, Инженерный лицей Вильнюсского технического университета Гедиминаса, Вильнюсский инженерно-технологический лицей (лицей Витлис), Вильнюсский международный французский лицей, Лицей «Меридиан», лицей «Северная школа» и т. д.